# Geregracht
De Geregracht is een straat in de wijk Binnenstad zuid van de Nederlandse stad Leiden. De straat loopt van het Levendaal naar de Zoeterwoudsesingel. Het laatste deel van de Geregracht is een schakel in de "centrumroute" van de stad.

## Geschiedenis
Als waterloop dateert de Geregracht van 1386. In dat jaar breidde de stad Leiden naar het oosten uit en de vestgracht liep van de Zoeterwoudsesingel naar de Nieuwe Rijn, ruwweg langs de lijn van de Geregracht. Bij een verdere uitbreiding in 1659 werden grote delen van de oude vestgracht gedempt, waarbij slechts de Geregracht bleef behouden en dat jaar ook zijn naam kreeg. De gracht werd in 1880 gedempt.

## Bijzondere gebouwen
De straat telt 41 gemeentelijke monumenten.
Aan het eind van de Geregracht stond tot 1904 de kolossale stadsmolen De Oranjeboom. Vrijwel op dezelfde plek, nabij een ingang tot het Plantsoen, bevindt zich sinds 1935 het Zuidelijk rioolgemaal.
Rond 1900 had de Stoombroodfabriek De Vereniging enkele panden aan de Geregracht, verbonden met de nummers 75 en 77 van het Levendaal. Het bedrijf werd in 1879 opgericht door twee lokale bakkers en de molenaar van De Oranjeboom. Later werd het complex uitgebreid met een melkfabriek, waar ook kaas en boter werden gemaakt. Op het hoogtepunt omvatte het fabriekscomplex aan de Geregracht de nummers 7 tot en met 19. De zuivelfabriek stopte in 1940 en begin jaren zestig werd ook de broodfabriek opgeheven.

## Fotogalerij

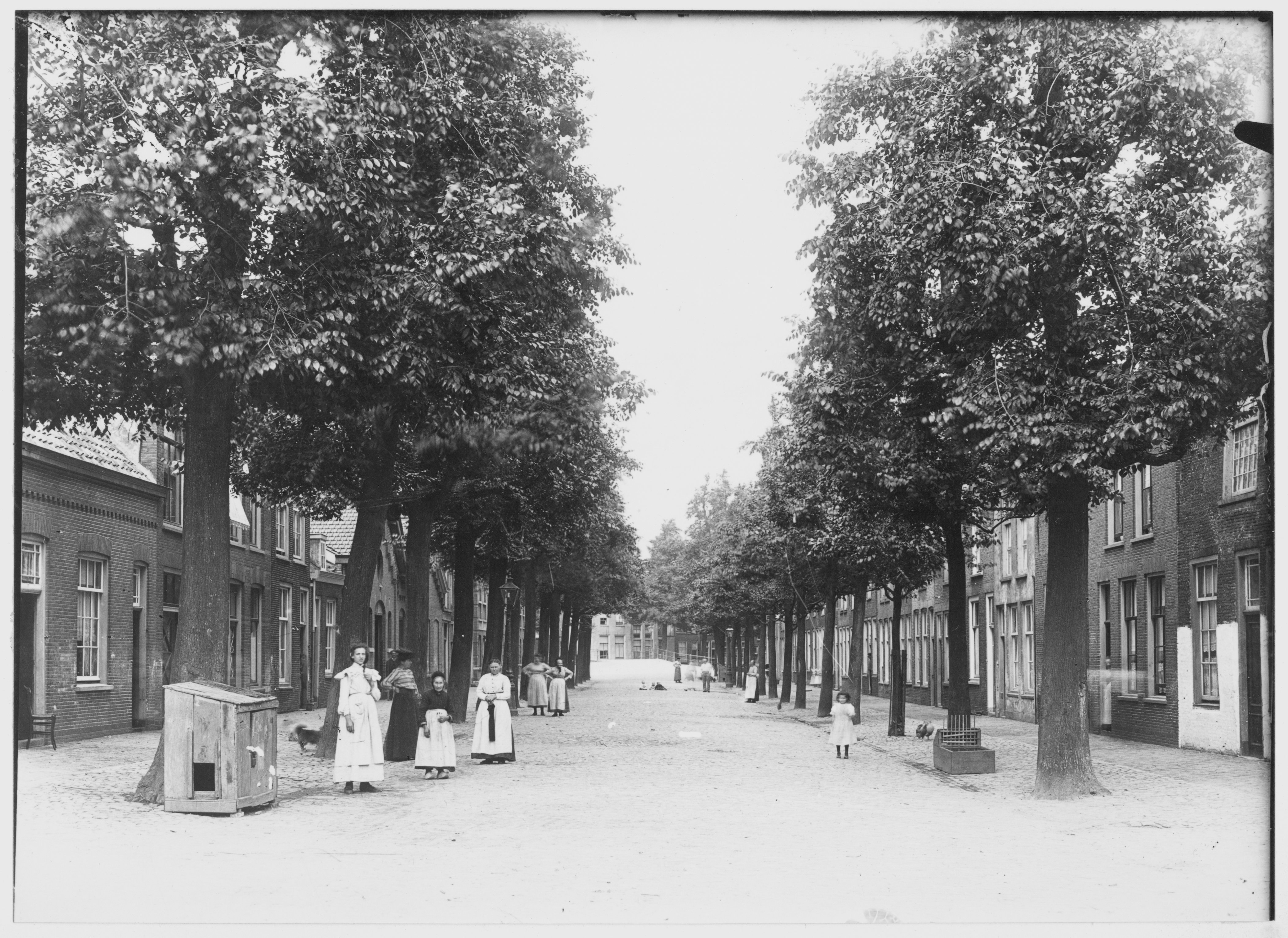
De Geregracht rond 1900
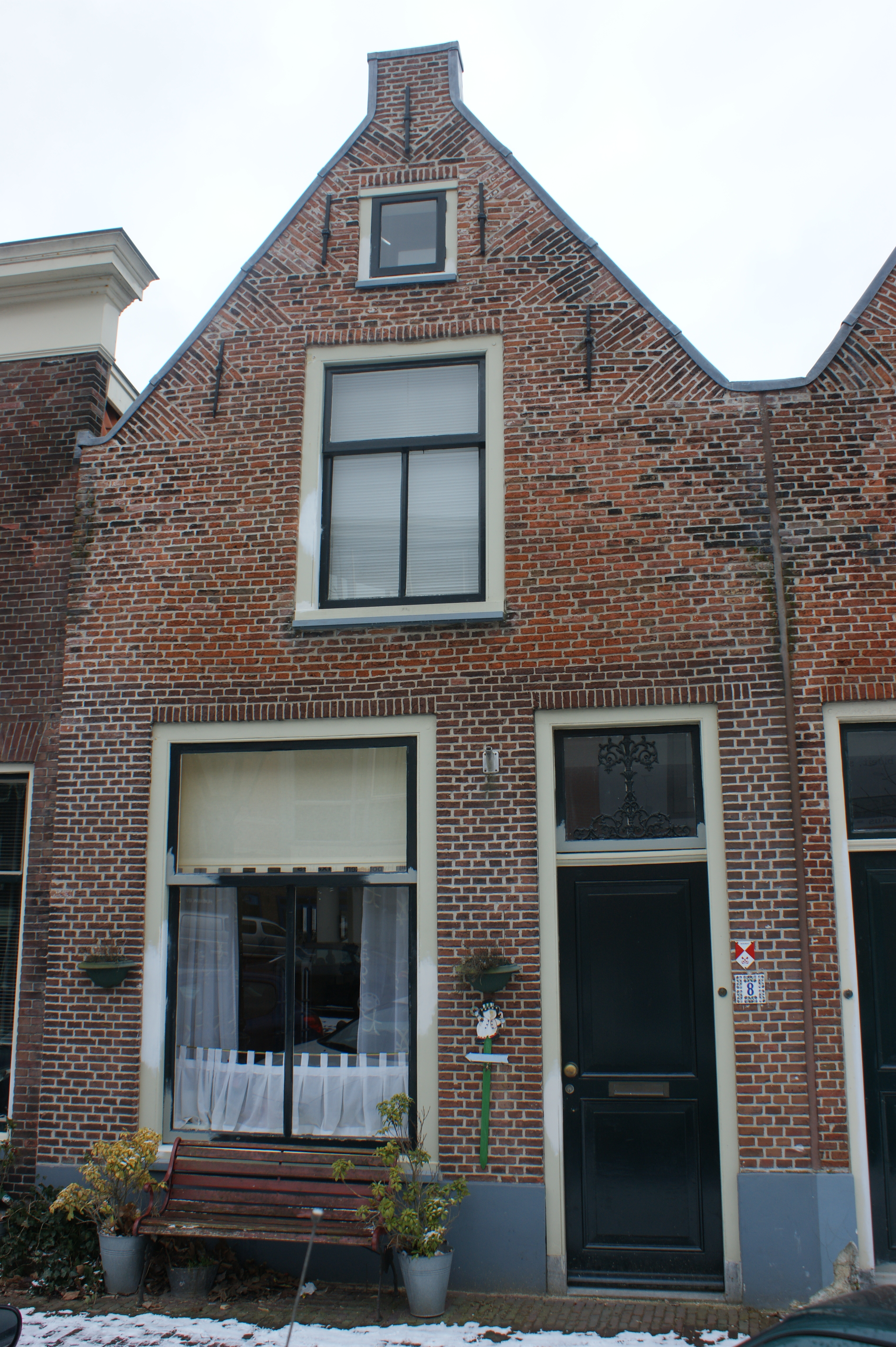
Een van de gemeentelijke monumenten aan de straat
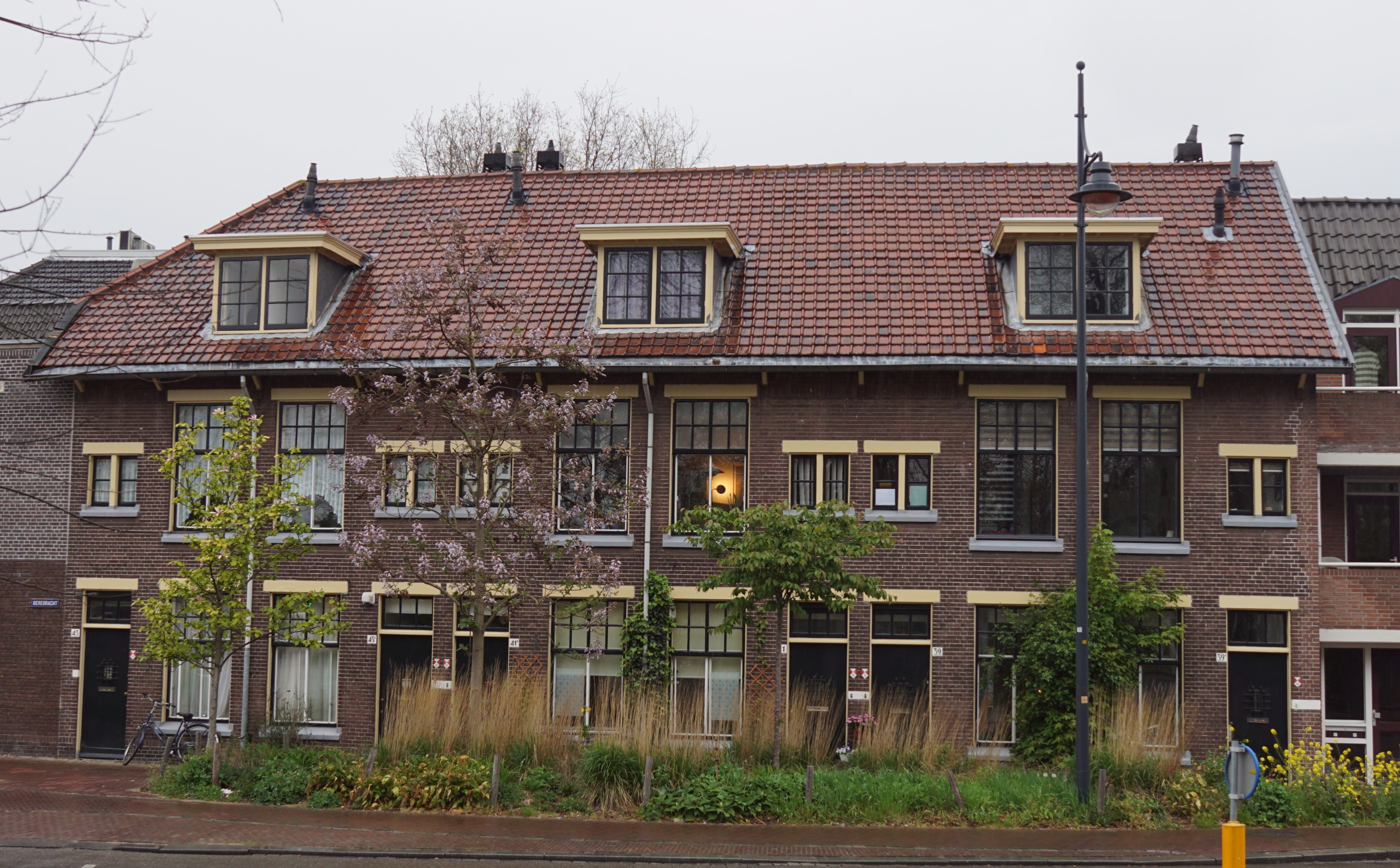
Geregracht 39-43a gemeentelijke monumenten, Leiden